# Charles Saxon
Charles Saxon (* 13. November 1920 in Brooklyn, New York City; † 6. Dezember 1988) war ein US-amerikanischer Cartoonist und Illustrator.
1940 machte Saxon seinen Abschluss an der Columbia University in New York City. Er wurde Redakteur beim Verlag Dell Publishing, musste aber schon bald als Pilot bei den United States Army Air Corps im Zweiten Weltkrieg dienen. Um 1956 wurde er Cartoonist bei The New Yorker und zeichnete dort zahlreiche Illustrationen, Cartoons sowie Titelblätter. Für namhafte Firmen fertigte er Werbezeichnungen und Plakatmotive. Seine Arbeiten wurden in drei Büchern gesammelt.

## Preise & Auszeichnungen (Auswahl)
- 1980: Reuben Award